# No New York
No New York ist der Name eines Kompilationsalbums, das 1978 bei dem Plattenlabel Antilles von Brian Eno produziert wurde. Obwohl es Stücke von vier verschiedenen Gruppen enthielt, wird es als das definitive Album gesehen, das die New Yorker No-Wave-Bewegung der späten 1970er Jahre dokumentiert.

## Hintergrund
Der englische Musiker und Produzent Brian Eno kam 1978 nach New York, um das Master des zweiten Albums More Songs About Buildings and Food der Talking Heads fertigzustellen. In dieser Zeit fand das viertägige Underground-Rock Festival New York, New York statt, auf denen D.N.A., James Chance and the Contortions unter dem Namen Contortions, Mars und Teenage Jesus and the Jerks auftraten. Eno sah diese Auftritte und war von den Bands beeindruckt und kam zu der Überzeugung, dass diese Bewegung dokumentiert werden müsse. Er schlug daher vor, selbst ein No-Wave-Kompilationsalbum zu produzieren.

## Aufnahme
Für die Aufnahmesessions verzichtete Eno im Wesentlichen auf seine typische Produktionsweise, die er für frühere Alben eingesetzt hatte. James Chance sagte später, dass die Contortions-Aufnahmen „völlig live im Studio, ohne Trennung der Instrumente, ohne Overdubs, einfach als Dokument“ („done totally live in the studio, no separation between the instruments, no overdubs, just like a document.“) stattfanden.
Allerdings sagte Eno selbst in seiner berühmten Vorlesung The Studio as Compositional Tool (Das Studio als Kompositionswerkzeug): „In Helen Thormdale [sic!] auf dem No-New-York-Album setzte ich ein Echo auf den Klick der Gitarrenstimme und benutzte das, um die Kompression der gesamten Spur auszulösen, so dass es nach Hubschrauber klingt“.

## Veröffentlichung und Rezeption
No New York erschien 1978 auf dem Island-Label Antilles und schaffte es nicht in die Billboard Charts. Ursprünglich waren die Liedtexte auf der Innenseite der Platteninnenhülle abgedruckt, so dass man sie zerreißen musste, um die Texte zu lesen.
Der Creem-Kritiker Richard C. Walls beschrieb das Album als „die am grausamsten avantgardistische und am aggressivsten hässliche Musik, seit Albert Ayler damals über mein Hirn kotzte – war das 1964?“ und sagte: „Wenn Sie unerschrocken genug sind, um dieses Zeug hören zu wollen (eine Bekannte klagte nach drei Vierteln der ersten Seite, dass diese Musik schmerzhaft sei – sie meinte keine abstrakte Reaktion, ihr Gesicht war schmerzverzerrt), dann denken Sie daran, dass Antilles Records eine Abteilung von Island Records ist, und das ist nicht wirklich die Transamerica Corporation. Sie werden sich vermutlich etwas bemühen müssen, um das Album zu beschaffen, von selber wird es nicht kommen.“
Das Album wurde 2005 von Lilith Records als LP und als CD wiederveröffentlicht.
Die Besprechungen des Albums waren positiv. Todd Kristel von der Online-Musikdatenbank AllMusic gab dem Album 4½ von 5 Sternen und schrieb: „dieses bahnbrechende Album ist und bleibt das definitive Dokument der No-Wave-Bewegung in New York“, wiederholte aber auch die Aussage von Creem: „Einige Hörer werden von der Musik auf No New York fasziniert sein, während andere sie unerträglich finden werden.“

## Titel
| Seite 1 | Seite 1              | Seite 1                                                | Seite 1                     | Seite 1 |
| Nr.     | Titel                | Autor                                                  | Band                        | Dauer   |
| ------- | -------------------- | ------------------------------------------------------ | --------------------------- | ------- |
| 1.      | Dish It Out          | James Chance                                           | Contortions                 | 3:17    |
| 2.      | Flip Your Face       | Chance                                                 | Contortions                 | 3:13    |
| 3.      | Jaded                | Chance                                                 | Contortions                 | 3:49    |
| 4.      | I Can’t Stand Myself | James Brown, arr. Contortions                          | Contortions                 | 4:52    |
| 5.      | Burning Rubber       | Lydia Lunch                                            | Teenage Jesus and the Jerks | 1:45    |
| 6.      | The Closet           | Lunch                                                  | Teenage Jesus and the Jerks | 3:53    |
| 7.      | Red Alert            | Lunch                                                  | Teenage Jesus and the Jerks | 0:34    |
| 8.      | I Woke Up Dreaming   | Lunch                                                  | Teenage Jesus and the Jerks | 3:10    |
| Seite 2 |                      |                                                        |                             |         |
| 1.      | Helen Fordsdale      | Nancy Arlen, China Burg, Mark Cunningham, Sumner Crane | Mars                        | 2:30    |
| 2.      | Hairwaves            | Arlen, Burg, Cunningham, Crane                         | Mars                        | 3:43    |
| 3.      | Tunnel               | Arlen, Burg, Cunningham, Crane                         | Mars                        | 2:41    |
| 4.      | Puerto Rican Ghost   | Arlen, Burg, Cunningham, Crane                         | Mars                        | 1:08    |
| 5.      | Egomaniac's Kiss     | Robin Crutchfield, Arto Lindsay                        | D.N.A.                      | 2:11    |
| 6.      | Lionel               | Crutchfield, Lindsay                                   | D.N.A.                      | 2:07    |
| 7.      | Not Moving           | Crutchfield, Lindsay                                   | D.N.A.                      | 2:40    |
| 8.      | Size                 | Crutchfield, Lindsay                                   | D.N.A.                      | 2:13    |

## Besetzung

### Contortions
- James Chance – Saxophon, Gesang
- Don Christensen – Schlagzeug
- Jody Harris – Gitarre
- Pat Place – Slide-Gitarre
- George Scott III – Bass
- Adele Bertei – Acetone Orgel

### Teenage Jesus and the Jerks
- Lydia Lunch – Gitarre, Gesang
- Gordon Stevenson – Bass
- Bradley Field – Schlagzeug

### Mars
- Sumner Crane – Gitarre, Gesang
- China Burg – Gitarre, Gesang
- Mark Cunningham – Bass, Gesang
- Nancy Arlen – Schlagzeug

### D.N.A.
- Arto Lindsay – Gitarre, Gesang
- Robin Crutchfield – Orgel, Gesang
- Ikue Ile – Schlagzeug

### Produktion
- Brian Eno – Produktion, Coverdesign, Coverfoto
- Kurt Munkasci – Toningenieur
- Vishek Woszcyk – Toningenieur
- Roddy Hui – Ingenieurassistent
- Steven Keister – Coverdesign